# Brigada Paraquedista Ramcke

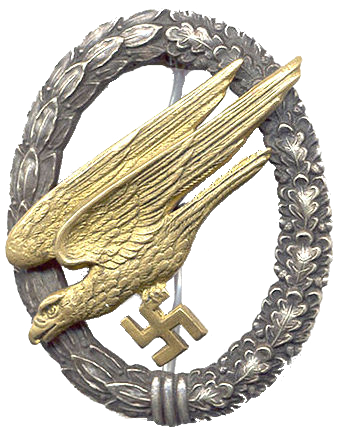
Insígnia das Tropas Paraquedistas Alemãs.

A Fallschirmjäger-Brigada Ramcke (Brigada de Paraquedistas Ramcke)  foi uma tropa de elite da Luftwaffe Alemã  que serviu no Teatro de Operação do Mediterrâneo, durante a Segunda Guerra Mundial.

## História
Em meados da década de 1930, a Força Aérea e o Exército alemães começaram a formar seus grupos de assalto de pára-quedistas.  A ideia principal era exatamente a de lançar um soldado em batalha atrás das linhas inimigas, o que não era novidade, porém de alto risco.
Entretanto, seria a Wehrmacht que levaria esta ideia a um novo patamar. No dia 11 de maio de 1936, o Major Bruno Oswald Brauer fez o primeiro salto de paraquedas da asa de uma aeronave esportiva Klemm KL25 e se tornou o primeiro Fallschirmjäger alemão a ser dado um Fallschirmschutzenschein (Licença de Pára-quedismo). No dia 5 de novembro de 1936, o Fallschirmjäger seria premiado com o Fallschirmschutzenabzeichen(insígnia de pára-quedista que caracteriza uma águia de ouro que agarra as letras FJ).

## Campanhas

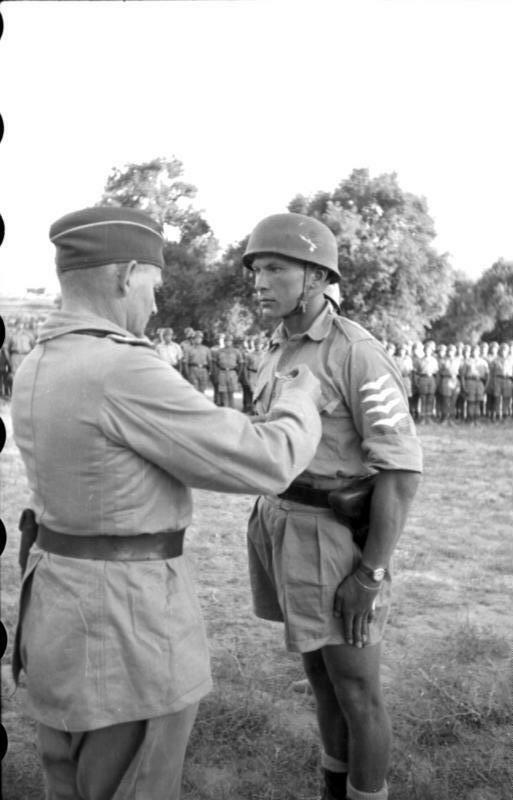
Comandante Ramcke condecora Sargento - 1941.

Devido a importância estratégica de Creta, os britânicos enviaram tropas à ilha em Outubro de 1940. Ciente também desta importância, em 15 de abril de 1942 o General Kurt Student, Comandante em Chefe das Forças Paraquedistas Alemãs, propôs um plano para sua conquista. Era a aportunidade  de demonstrar que os Fallschirmjäger(caçadores paraquedistas) poderiam ser equiparados a uma tropa de elite da melhor qualidade.
Inicialmente a operação seria dividida em três fases:
- a) forças paraquedistas saltando de aviões ou utilizando planadores, ocupariam os aeroportos da ilha;
- b) tropas terrestres seriam enviadas por ponte aérea;
- c) reforços terrestres e armamentos pesados por via marítima, para consolidar as posições.

Foi planejada então a Operação Mercúrio, várias unidades de elite Fallschirmjäger formaram uma Brigada sob o comando do veterano comandante Oberst Hermann-Bernhard Ramcke. A operação foi um sucesso, porém as baixas foram altas. O conceito de tropas paraquedistas ainda estava em formação.
Um dos pontos fracos estava exatamente na concepção dos paraquedas que não permitiam saltar com nada mais que pistolas e granadas de mão. O restante do armamento era  lançado em contêineres sustentados por paraquedas adicionais, desta forma o paraquedista chegava praticamente desarmado ao solo.
Mas apesar destes problemas as tropas consequiram conquistar de forma heróica os pontos importantes ilha, mantendo-os sob controle até a chegada das fase b e c da operação. Iniciava-se então uma nova fase na guerra, que seria a utilização de tropas aerotransportadas, muitas vezes fundamentais em determinadas campanhas.
Posteriormente a brigada foi destacada para tomar parte na Operação Hércules, a planejada invasão de da Ilha de Malta. Quando o ataque foi cancelado, principalmente devido as pesadas baixas da Operação Mercúrio, a Brigada, agora chamada de Brigada Afrika, foi enviada para se juntar Afrika Korps no Norte da África.
Depois de chegar à África do Norte em julho de 1942, a brigada teve um excelente desempenho em combate, sendo fortemente engajada na Segunda Batalha de El Alamein.
Esta unidade formou uma ponta de lança, lutando ao lado da 25ª Divisão de Infantaria de Bolonha, solidificando uma importante posição próximo a cidade de El Alamein
Durante a retirada alemã, a brigada foi cortada por linhas inimigas aliadas e orientada por Rommel a operar por trás delas. Diante desta missão, em 3 de novembro de 1942, os Fallschirmjägers começaram a marchar para oeste.
Na noite de 6 para 7 de novembro, a brigada chegou a um comboio de abastecimento do 8º Exército Britânico, constituído por um grande número de veículos de transporte.  Tomando o controle destes veículos e agora motorizados, a brigada continuou a seguir para oeste, até de reunir novamente com os elementos do Afrika Korps.
A unidade de transporte que tinham atacado era um comboio de suprimentos para uma divisão de blindados aliados e, além dos próprios caminhões capturados, os homens Ramcke tinha capturado quantidades importante de combustível, água, comida e cigarros.
Após meados de 1944, os Fallschirmjäger eram treinados não mais como pára-quedistas devido à duas realidade da situação estratégica, mas retinham o status de Fallschirmjägers. Na época dos desembarques Aliados na Normandia em junho de 1944, existiam cerca de 160.000 paraquedistas alemães. Perto do fim da guerra, houve uma redução considerável  na qualidade das novas unidades. Entre estas divisões a 9ª Divisão Fallschirmjäger, foi a última divisão de pára-quedistas formada pela Alemanha nazista durante a Segunda Guerra Mundial. A divisão foi destruída durante a Batalha de Berlim em Abril de 1945.
Os estudos mostram que cerca de 54.449 pára-quedistas foram mortos em ação e 8.000 são considerados como desaparecidos em combate.

## Mandamentos
1.Para você, o combate deve ser a plenitude. Você deve procurar-lo e treinar para suportar qualquer desafio.
2. Cultive a verdade, pois, juntamente com seus companheiros você vai triunfar ou morrer.
3. Ser discreto na conversa e incorruptível. Os homens agem, tagarelice é das mulheres; muita conversa o levará para o túmulo.
4. Calma e prudência, vigor e determinação, coragem e espírito ofensivo vai fazer você ser superior no ataque.
5. Em frente ao inimigo, a munição é a coisa mais preciosa. Aquele que dispara inutilmente, apenas para tranquilizar-se, é um homem sem fibra.  Ele é um fraco e não merece o título de pára-quedista.
6. Nunca se renda. Sua honra está em Vitória ou Morte.
7. Só com boas armas você pode ter sucesso.Portanto, cuide delas você mesmo.
8. Você precisa entender o significado completo de uma operação de modo que, se o seu líder cair pelo caminho, você pode realizá-la com frieza e cautela.
9. Lute contra o adversário com honestidade.
10. Mantenha os olhos bem abertos, familiarize-se com o campo de batalha, seja ágil como um galgo, duro como o aço Krupp, e então  você será a materialização de um guerreiro alemão.

## Legado
Algumas regras utilizadas pelos paraquedistas alemães até hoje são utilizadas. Uma delas é definir cores diferentes para facilitar a identificação no momento do saldo. Por exemplo, o paraquedas de um soldado podia ser uma mistura de verde e marrom, para torná-lo menos visível no terreno e para servir mais tarde como camuflagem para veículos capturados. Por outro lado, a cor branca podia ser usado para contêineres de equipamentos e o rosa para suprimentos médicos. Os alemães foram suscetíveis em alterar o significado destas cores ao longo do tempo, adaptando-as as condições do campo de batalha.